# Тумановська сільська рада (Солонешенський район)
Тума́новська сільська рада (рос. Тумановский сельский совет) — сільське поселення у складі Солонешенського району Алтайського краю Росії.
Адміністративний центр — село Туманово.

## Населення
Населення — 649 осіб (2019; 817 в 2010, 1021 у 2002).

## Склад
До складу сільської ради входять:
| Населений пункт  | Населення, осіб (2002) | Населення, осіб (2010) |
| ---------------- | ---------------------- | ---------------------- |
| Борсуково, село  | 59                     | 29                     |
| Матвієвка, село  | 95                     | 74                     |
| Нова Жизнь, село | 194                    | 151                    |
| Туманово, село   | 673                    | 563                    |